# Rieul-Prisque Duclos
Rieul-Prisque Duclos (baptisé Joseph-Prisque Duclos à Saint-Pie en mars 1835 et décédé en Suisse en septembre 1912) est le premier Canadien français à être ordonné pasteur réformé. Baptisé catholique, il se convertit au protestantisme à l'instar de son père. Il est formé à Genève, important foyer du protestantisme à l'époque. Il est notamment l'auteur d'une importante Histoire du protestantisme français au Canada et aux États-Unis (1913). Il a été directeur du périodique L'Aurore.